# Nässelcell
Nässelceller, även kända som cnidocyter, cnidoblaster, nematocyter, är celler som bara finns hos nässeldjur (koraller, anemoner, hydror, maneter, m.fl.). De används främst för bytesfångst och försvar; det är dessa celler som ger de smärtsamma "brännskadorna" från brännmaneter. Nässelceller består av en typisk organell, cnidocysten (även cnida eller nematocyst), som innehåller den giftiga strukturen som skjuts in i det mottagande djuret. En nässelcell består av en kapsel full med gift. Kapseln är fäst till en ihoprullad lång tråd. 

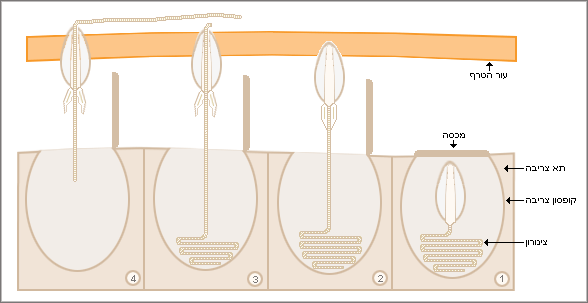